# Amos Goldberg
Amos Goldberg (hebräisch עמוס גולדברג; * 1966 in Jerusalem) ist ein Professor an der Abteilung für Jüdische Geschichte und Modernes Judentum an der Hebräischen Universität Jerusalem sowie Leitender Forschungsbeauftragter und Mitglied der wissenschaftlichen Redaktion des Van Leer Jerusalem Institute (מכון ון ליר בירושלים). Seine Arbeit konzentriert sich auf die Holocaust-Forschung und -Erinnerung.

## Forschungsschwerpunkte

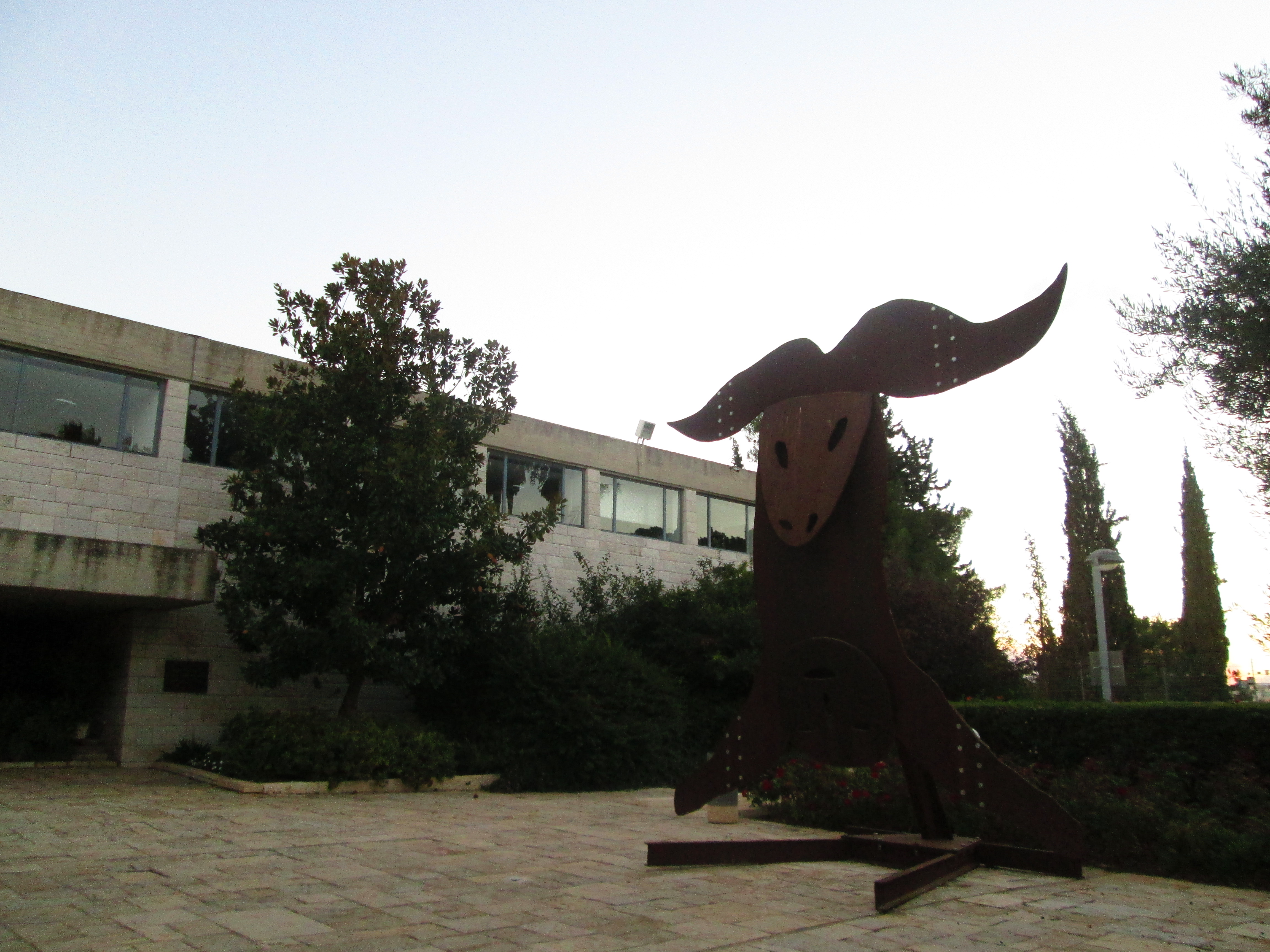
Van Leer Jerusalem Institute

Goldberg ist vor allem auf Fragen spezialisiert, die sich aus dem Zusammentreffen von Theorie, Geschichte, Erinnerung und Trauma im Zusammenhang mit dem Holocaust ergeben. Seine aktuelle Forschung, die von der Israel Science Foundation (הקרן הלאומית למדע) unterstützt wird, befasst sich mit der Kulturgeschichte der Juden im Warschauer Ghetto. In den letzten Jahren hat er sich mit Erinnerung und Zeugnissen im israelisch-palästinensischen Kontext und im globalen Kontext sowie mit den Verbindungen zwischen der Erforschung des Holocausts und der postkolonialen Forschung aus der Perspektive der Opfer beschäftigt.

## Positionen
Goldberg lehnt die Antisemitismus-Definition der International Holocaust Remembrance Alliance ab, da diese »ein Mittel dazu geworden ist, jegliche Kritik an der israelischen Politik zum Schweigen zu bringen. Sie ist ein Instrument dafür geworden, die Meinungsfreiheit zum Schweigen zu bringen.« Er unterstützt an ihrer Stelle die Jerusalemer Erklärung zum Antisemitismus.
Im August 2023 war Goldberg einer der Unterzeichner der Petition „The Elephant in the Room“, die Israels Besetzung der Palästinensergebiete als ein Apartheid-Regime verurteilte. Goldberg argumentiert, dass Israels Vorgehen gegen die Bevölkerung des Gazastreifens während des Krieges seit 2023 ein Völkermord sei. Er schreibt, es handle sich um eine Form von Völkermord, der, bei gleichzeitig angenommener kultureller und rassischer Superiorität, aus der Reaktion auf eine Rebellion hervorgehe und nennt als historisches Beispiel für diese Art von Völkermord den deutschen Völkermord an den Herero und Nama. Goldberg bezeichnete es als „schwierig und schmerzvoll“, dass er sich nach sechs Monaten „eines brutalen Krieges“ zu dieser Beurteilung habe durchringen müssen.

## Werke
- Amos Goldberg, Haim Hazan: Marking Evil: Holocaust Memory in the Global Age. Berghahn Books, 2015, ISBN 978-1-78238-620-9 (englisch).
- Amos Goldberg: Trauma in First Person: Diary Writing During the Holocaust. Indiana University Press, 2017, ISBN 978-0-253-03021-4 (englisch).[9][10][11]
- Bashir Bashir, Amos Goldberg: The Holocaust and the Nakba: A New Grammar of Trauma and History. Columbia University Press, 2018, ISBN 978-0-231-54448-1 (englisch).